# Стокертаун (Пенсилванија)
Стокертаун (енгл. Stockertown) град је у америчкој савезној држави Пенсилванија.

## Демографија
По попису из 2010. године број становника је 927, што је 240 (34,9%) становника више него 2000. године.
| Група             | 2000.       | 2010.       |
| Белци             | 682 (99,3%) | 887 (95,7%) |
| Афроамериканци    | 1 (0,1%)    | 3 (0,3%)    |
| Азијати           | 1 (0,1%)    | 5 (0,5%)    |
| Хиспаноамериканци | 2 (0,3%)    | 28 (3,0%)   |
| Укупно            | 687         | 927         |